# Karin van Leyden
Karin van Leyden, geboren Elisabeth Frieda Johanna Erna Kluth (Berlijn-Charlottenburg, Duitsland 1906 – Lugano, Zwitserland 1977), was een Duits-Nederlandse schilderes. Zij was zeer bekend tijdens haar leven, vooral in artistieke kringen, in Europa zowel als Amerika. In 1932 trad ze in het huwelijk met de Nederlandse schilder Ernst Leyden (Rotterdam 1892 - Montfort-l'Amaury, Frankrijk 1969), met wie ze een zoon kreeg, Ragnar.

## Biografie
Karin was een van de drie dochters van Walter Julius Kluth, die claimde een directe afstammeling te zijn van Johann Friedrich Böttger, en Gertrud Johanna Bach.
Tussen 1925 en 1927 bezocht ze de ‘’Kölner Werkschule’’ (school voor schone kunsten in Keulen) waar ze tekenen en schilderen studeerde bij Richard Seewald (1889-1976) en mozaïek en glas-in-lood-technieken bij Johan Thorn Prikker (1868-1932). Ze ontmoette Ernst Leyden bij een bezoek aan Italië en voegde zich bij hem om rond te gaan reizen in Italië en naar Egypte, Syrië en Libanon, alvorens een cursus muurschilderen te volgen aan de Kunstacademie van Florence. Via Ernst Leyden kwam ze in contact met Piet Mondriaan, Theo van Doesburg en Willem de Kooning, met wie hij goede vrienden was.
Tot 1932 verdeelden Karin en Ernst Leyden hun tijd tussen Loosdrecht en Parijs, waar ze zich bewogen in kringen van schrijvers en artiesten, zoals Marc Chagall, Jules Pascin, Tsuguharu Foujita, Ossip Zadkine, Giorgio de Chirico, Francis Picabia en Man Ray, die haar fotografeerde voor de voorpagina van het tijdschrift ‘’Paris Montparnasse’’. (Het originele negatief bevindt zich in de collectie van het Centre Georges Pompidou).
Na hun huwelijk in 1932 verhuisden ze naar Sintra (Portugal), tot 1936, waarna ze voor een tijdje op Capri (Italië) woonden om vervolgens naar London te verhuizen.
Kort voor de Tweede Wereldoorlog kwamen ze terug naar Loosdrecht, maar na het uitbreken van de oorlog emigreerden ze halsoverkop naar de Verenigde Staten. Eerst verbleven ze in New York, maar in 1941 begonnen ze aan een westwaartse trek om uiteindelijk terecht te komen in Hollywood, waar ze zich aansloten bij het artistieke milieu waarin o.a. Aldous Huxley, Thomas Mann, Henry Miller, Bertolt Brecht, Salvador Dalí, Igor Stravinsky, Arnold Schönberg, Arthur Rubinstein, Charles Laughton, Charlie Chaplin, Max Ernst, Erich Mendelsohn en Frank Lloyd Wright verkeerden. Karin bouwde snel een reputatie op en werd een veelgevraagde muurschilderes (muralist) van zgn. All Hollywood villas. Ze maakte hier samen met haar man een portret van Charlie Chaplins vierde vrouw, Oona. Tijdens een aantal reizen naar Mexico ontmoette het echtpaar Frida Kahlo en Diego Rivera, wiens portret Karin schilderde. Als gevolg van haar trips naar Mexico was in haar figuratieve kunst invloed van het kubisme waar te nemen.
Karin en Ernst bleven heen en weer reizen tussen de Verenigde Staten en Europa, totdat Karin na Ernsts dood in 1969 dicht bij haar jongere zuster Charlotte ging wonen, in Lugano, waar ze in juni 1977 overleed.
- Biografisch Portaal: 28221639
- Gemeinsame Normdatei: 139114408
- International Standard Name Identifier: 0000 0000 7103 3855
- Library of Congress Control Number: no2002045043
- Nederlandse Thesaurus van Auteursnamen: 072239689
- RKD-Nederlands Instituut voor Kunstgeschiedenis: 49842
- Système universitaire de documentation: 204349664
- Union List of Artist Names: 500153546
- Virtual International Authority File: 58748494
- WorldCat: E39PBJwX4wWFHYwxJjCX6vC84q